# Автомагістраль A38 (Нідерланди)
Автомагістраль A38 — автомагістраль у Нідерландах. Загальна довжина всього 1,5 кілометра є однією з найкоротших автострад у Нідерландах.

## Огляд
Дорога починається в північній частині розв'язки Ріддеркерк, де вона з'єднується з автострадами A15 і A16. Інший кінець дороги знаходиться на перехресті з Rotterdamseweg у місті Ріддеркерк. Ділянка між ними не має виходів.
Сполучення між розв’язкою Ріддеркерк і автострадою A38 представлено як «виїзд Ріддеркерк», а не як фактичне сполучення з автострадою. Проте вся довжина «виїзду» має офіційний статус автомагістралі. Оскільки сполучення представлено як виїзд, номер A38 не можна знайти на жодних дорожніх знаках і служить виключно як адміністративний номер.